# Lisa Loeb
Lisa Anne Loeb, född 11 mars 1968 i Bethesda, Maryland, är en amerikansk singer-songwriter. År 1994 var hennes sång "Stay (I Missed You)" listetta på Billboard Hot 100 under två veckor. Hennes senare produktion har ofta fått god respons från musikkritiker men har inte nått samma kommersiella framgång. 
Loeb föddes i Bethesda, Maryland men växte upp i Dallas, Texas. Hon inledde sin musikala karriär som barn med framträdanden vid Dallas Jewish Community Center i Dallas. Hon gick på den privata flickskolan The Hockaday School i samma stad och studerade därefter komparativ litteraturvetenskap vid Brown University. Samtidigt arbetade hon på sin musikkarriär.
Under 2006 var Loeb huvudperson i en egen dokusåpa med titeln #1 Single på kanalen E!. Serien visade hennes försök att hitta en äktenskapspartner och avslutades med att hon inledde ett kortvarigt förhållande med en kämpande musiker. Samma år valde Loeb även att återknyta till sina judiska rötter genom att påbörja studier för en rabbin i Los Angeles, hennes nuvarande bostadsort.
Loeb har även medverkat i de sista avsnitten i första säsongen av Gossip Girl, som värd på konserten med Rufus Humphreys band Lincoln Hawk.

## Diskografi
Studioalbum med "Liz and Lisa"
- 1989 – Liz and Lisa
- 1990 – Liz and Lisa – Days Were Different

Studioalbum (solo)
- 1992 – Purple Tape (återutgiven 2008)
- 1995 – Tails (Lisa Loeb & Nine Stories)
- 1997 – Firecracker
- 2002 – Cake and Pie
- 2002 – Hello Lisa
- 2004 – Catch the Moon
- 2004 – The Way It Really Is
- 2008 – Camp Lisa
- 2011 – Lisa Loeb's Silly Sing-Along: The Disappointing Pancake and Other Zany Songs
- 2013 – No Fairy Tale
- 2013 – Lisa Loeb's Songs For Movin' And Shakin': The Air Band Song And Other Toe-Tapping Tunes
- 2015 – Nursery Rhyme Parade!
- 2016 – Feel What U Feel
- 2017 – Lullaby Girl

Solosinglar (på Billboard Hot 100)
- 1994 – "Stay (I Missed You)" (#1)[1]
- 1995 – "Do You Sleep?" (#18)
- 1996 – "Waiting for Wednesday" (#86)
- 1997 – "I Do" (#17)
- 1998 – "Let's Forget About it" (#71)